# Temporada 1957-58 de la NBA
La temporada 1957-58 de la NBA fue la duodécima en la historia de la liga. La temporada finalizó con St. Louis Hawks como campeones tras ganar a Boston Celtics por 4-2. 

## Aspectos destacados
- Los Pistons se trasladaron de Fort Wayne, Indiana a Detroit, Míchigan.
- Los Royals se trasladaron de Rochester, Nueva York a Cincinnati, Ohio.
- El All-Star Game de la NBA de 1958 se disputó en San Luis, Misuri, con victoria del Este sobre el Oeste 130-118. Bob Pettit, de los locales St. Louis Hawks, fue galardonado con el MVP.

## Clasificaciones
| Equipo                | V  | D  | %V   | P  |
| --------------------- | -- | -- | ---- | -- |
| Boston Celtics        | 49 | 23 | .681 | -  |
| Syracuse Nationals    | 41 | 31 | .569 | 8  |
| Philadelphia Warriors | 37 | 35 | .514 | 12 |
| New York Knicks       | 35 | 37 | .486 | 14 |

| Equipo             | V  | D  | %V   | P  |
| ------------------ | -- | -- | ---- | -- |
| St. Louis Hawks C  | 41 | 31 | .569 | -  |
| Detroit Pistons    | 33 | 39 | .458 | 8  |
| Cincinnati Royals  | 33 | 39 | .458 | 8  |
| Minneapolis Lakers | 19 | 53 | .264 | 22 |

* V: Victorias
* D: Derrotas
* %V: Porcentaje de victorias
* P: Partidos de diferencia respecto a la primera posición
* C: Campeón

## Playoffs
|  | Semifinales de División | Semifinales de División | Semifinales de División |   |  | Finales de División | Finales de División | Finales de División |  |  | Finales de la NBA | Finales de la NBA | Finales de la NBA |
|  |                         |                         |                         |   |  |                     |                     |                     |  |  |                   |                   |                   |
|  | E3                      | Philadelphia            | 2                       |   |  | E1                  | Boston*             | 4                   |  |  |                   |                   |                   |
|  | E3                      | Philadelphia            | 2                       |   |  | E1                  | Boston*             | 4                   |  |  |                   |                   |                   |
|  | E2                      | Syracuse                | 1                       |   |  | E3                  | Philadelphia        | 1                   |  |  |                   |                   |                   |
|  | E2                      | Syracuse                | 1                       |   |  | E3                  | Philadelphia        | 1                   |  |  |                   |                   |                   |
|  |                         |                         |                         |   |  | División Este       |                     |                     |  |  |                   |                   |                   |
|  |                         |                         |                         |   |  |                     |                     |                     |  |  |                   |                   |                   |
|  |                         |                         |                         |   |  |                     |                     |                     |  |  | E1                | Boston*           | 2                 |
|  |                         |                         |                         |   |  |                     |                     |                     |  |  | E1                | Boston*           | 2                 |
|  |                         | W1                      | St. Louis*              | 4 |  |                     |                     |                     |  |  |                   |                   |                   |
|  |                         |                         |                         |   |  |                     |                     |                     |  |  |                   |                   |                   |
|  |                         |                         |                         |   |  |                     |                     |                     |  |  |                   |                   |                   |
|  |                         |                         |                         |   |  |                     |                     |                     |  |  |                   |                   |                   |
|  | W3                      | Cincinnati              | 0                       |   |  | W1                  | St. Louis*          | 4                   |  |  |                   |                   |                   |
|  | W3                      | Cincinnati              | 0                       |   |  | W1                  | St. Louis*          | 4                   |  |  |                   |                   |                   |
|  | W2                      | Detroit                 | 2                       |   |  | W2                  | Detroit             | 1                   |  |  |                   |                   |                   |
|  | W2                      | Detroit                 | 2                       |   |  | W2                  | Detroit             | 1                   |  |  |                   |                   |                   |
|  |                         |                         |                         |   |  | División Oeste      |                     |                     |  |  |                   |                   |                   |
|  |                         |                         |                         |   |  |                     |                     |                     |  |  |                   |                   |                   |

## Estadísticas
| Categoría                    | Jugador        | Equipo             | Estadísticas |
| ---------------------------- | -------------- | ------------------ | ------------ |
| Puntos por partido           | George Yardley | Detroit Pistons    | 27.8         |
| Rebotes por partido          | Bill Russell   | Boston Celtics     | 22.7         |
| Asistencias por partido      | Bob Cousy      | Boston Celtics     | 7.1          |
| Porcentaje de tiros de campo | Jack Twyman    | Cincinnati Royals  | 45.2         |
| Porcentaje de tiros libres   | Dolph Schayes  | Syracuse Nationals | 90.4         |

## Premios
- MVP de la Temporada
  -  Bill Russell (Boston Celtics)
- Rookie del Año
  -  Woody Sauldsberry (Philadelphia Warriors)

| - Mejor Quinteto de la Temporada - Bob Cousy, Boston Celtics - Dolph Schayes, Syracuse Nationals - Bob Pettit, St. Louis Hawks - George Yardley, Detroit Pistons - Bill Sharman, Boston Celtics | - 2.º Mejor Quinteto de la Temporada - Maurice Stokes, Cincinnati Royals - Slater Martin, St. Louis Hawks - Bill Russell, Boston Celtics - Cliff Hagan, St. Louis Hawks - Tom Gola, Philadelphia Warriors |